# Baise-moi
Baise-moi (traducida en España como Fóllame y en Hispanoamérica como Viólame) es una película francesa de thriller de 2000 guionizada y dirigida por Virginie Despentes y Coralie Trinh Thi, y basada en la novela homónima de Virginie Despentes, publicada en 1999. Protagonizada por Karen Lancaume y Raffaëla Anderson, el film narra la historia de dos mujeres que inician un frenesí de violencia en contra de una sociedad en la que se sienten marginadas.
Esta película recibió una extensa cobertura de los medios gráficos, debido a su mezcla de elementos violentos, de realismo duro y sexo, por lo que fue censurada en varios países.[cita requerida]

## Sinopsis
Nadine es una prostituta de tiempo parcial y Manu es una joven que hace películas porno. Un día, Manu y una amiga son brutalmente violadas por un trío de degenerados. Cuando Manu regresa a casa y le cuenta a su hermano lo sucedido, él reacciona con violencia y decide tomar venganza contra los violadores, para lo cual busca un arma de fuego. Manu toma el arma y mata a su hermano. Mientras tanto, Nadine sufre un shock emocional cuando su único amigo, quien también es proxeneta, es asesinado a tiros antes de que ella hiciera con él algunos negocios.
Más tarde, esa noche, Manu y Nadine, que no se conocían, intentan tomar el último tren de la estación, sin lograr el objetivo. Mientras se encuentran casualmente ahí, empiezan a hablar y se dan cuenta de que comparten el mismo sentimiento de rabia y juntas empiezan un viaje por carretera violento y caracterizado por la pauta de reunir a un hombre, tener relaciones sexuales con él y luego matarlo. Por la necesidad de dinero, escogen a una tienda que les convenga y matan a la mujer del cajero automático.
Por último, después de mucha muerte y conducción, las mujeres entran en un local de intercambio de parejas donde matan a muchas de las que se encontraban allí. Después, las dos hablan sobre lo que han hecho y consideran que fue un acto inútil, porque nada ha cambiado dentro de ellas.
Todo termina cuando Manu muere al intentar robar otra tienda. Nadine mata al encargado de la tienda, y se lleva el cuerpo de su amiga hasta una ribera, donde lo envuelve con una frazada y lo incinera. Luego intenta suicidarse, pero no lo hace, sino que se duerme y es despertada por policías que insisten en saber dónde está su compañera.

## Reparto
- Karen Lancaume ... Nadine
- Raffaëla Anderson ... Manu
- Céline Beugnot ... Mujer rubia en el billar
- Adama Niane ... Hombre en el billar
- Christophe Claudy Landry ... Hombre en el mostrador
- Tewfik Saad ... Servidor
- Delphine McCarty ... Camarera
- Ouassini Embarek ... Radouane
- Patrick Kodjo Topou ... Gran Ladrón
- Lisa Marshall ... Karla
- Hacène Beddrouh ... Lakim
- Patrick Eudeline ... Francis
- Ian Scott ... Violador N.º 1
- Philippe Houillez ... Violador N.º 2
- Steven Jhonsson ... Violador N.º 3

## Producción
La película se realizó en seis semanas entre octubre y diciembre de 1999, en Biarritz, Burdeos, Lyon y Marsella. La película, que se realizó sin iluminación artificial, fue codirigida por la actriz Coralie Trinh Thi, cuyos trabajos anteriores fueron películas porno como actriz. El actor pornográfico Ian Scott apareció en la película como uno de los violadores.

### Lugares de Filmación
- Biarritz, ,País Vasco, Pirineos Atlánticos, Francia.
- Burdeos, Gironda, Francia.
- Lyon, Ródano, Ródano-Alpes, Francia.
- Marsella, Bocas del Ródano, Francia.

## Lanzamiento y censura
En su país de origen, Francia, la película fue estrenada con clasificación +16, pero esto causó indignación entre los miembros de la extrema derecha y grupos religiosos fuertemente asociados con el Movimiento Nacional Republicano. Estos estaban de acuerdo que la película fuera catalogada como X, por sus escenas de violencia y sexo, pero finalmente obtuvo una clasificación +18.
En Australia, la película fue inicialmente clasificada R18+ (mayores de 18), pero al poco tiempo fue retirada de los cines y prohibida, y a la fecha sigue estándolo.
En Canadá fue prohibida en la ciudad de Ontario por ser considerada muy pornográfica, y después calificada R. En Quebec la película fue más exitosa que en el resto del país. 
El Reino Unido la película se estrenó en cines con una clasificación +18 en una versión con 10 segundos de cortes durante la escena de la violación y para el lanzamiento en video 12 segundos adicionales fueron retirados. En el año 2013, y tras un exhaustivo análisis por parte de los censores, la versión sin censura fue autorizada con una clasificación +18.
En Estados Unidos, Alemania, México, Japón y Hungría, la película fue estrenada sin editar y con una clasificación +18. En Nueva Zelanda se calificó como R y se prohibió despacho en video, mientras que en Irlanda fue totalmente prohibida.